# Punk Goes X
Punk Goes X: Songs from the 2011 Winter X Games è l'undicesima compilation della serie Punk Goes..., pubblicata dalla Fearless Records il 25 gennaio 2011. Ospita cover di canzoni suonate ai Winter X Games del 2011. 
Tutte le canzoni sono già apparse sulle compilation Punk Goes Classic Rock o Punk Goes Pop 3, tranne le prime due tracce, registrate appositamente per la raccolta.

## Tracce
1. The Word Alive – Over the Mountain (Ozzy Osbourne) – 4:21
2. Sparks the Rescue – Mountain Song (Jane's Addiction) – 4:12
3. Breathe Carolina – Down (Jay Sean feat. Lil Wayne) – 3:43
4. The Maine – Pour Some Sugar on Me (Def Leppard) – 3:59
5. This Century – Paper Planes (M.I.A.) – 3:23
6. Hit the Lights – More Than a Feeling (Boston) – 2:43
7. Miss May I – Run This Town (Jay-Z feat. Rihanna e Kanye West) – 3:49
8. We the Kings – Caught Up in You (38 Special) – 4:04
9. The Word Alive – Heartless (Kanye West) – 4:00
10. Every Avenue – Take Me Home Tonight (feat. Juliet Simms) (Eddie Money feat. Ronnie Spector) – 3:35
11. Woe, Is Me – Hot n Cold (Katy Perry) – 3:07